# El viatge a Armènia
El viatge a Armènia (títol original en francès Le Voyage en Arménie) és una pel·lícula francesa dirigida per Robert Guédiguian estrenada el 2006. Ha estat subtitulada al català.

## Argument
L'Anna, cardiòloga, li diu al seu pare que té una malaltia cardíaca i necessita una intervenció. Quan desapareix de sobte, l'Anna, convençuda que ha anat a Armènia, un país que va abandonar cap als anys 1950, es posa a buscar-lo. El trobarà malgrat les poques pistes que té?
- Ariane Ascaride : Anna
- Gérard Meylan : Yervanth
- Chorik Grigorian : Schaké
- Romen Avinian : Manouk
- Simon Abkarian : Sarkis Arabian
- Serge Avédikian : Vanig
- Kristina Hovakimian : Gayané
- Madeleine Guédiguian : Jeannette
- Jean-Pierre Darroussin : Pierre
- Jalil Lespert : Simon
- Marcel Bluwal : Barsam

## Distincions
Festa del Cinema di Roma 2006 : Millor actriu per Ariane Ascaride

## Anàlisi
Per a Robert Guédiguian, és un retorn a les arrels familiars cap a una Armènia que ha canviat molt des de la caiguda del comunisme. La pel·lícula presenta aquest país que lluita per adaptar-se als canvis "liberals", on l'atracció d'Occident és molt forta i on floreixen els negocis insalubres. Armènia conservarà la seva identitat i l'encant d'una història mil·lenària i serà capaç de contenir la seva joventut dins de les seves fronteres?
En una breu secció documental, Guédiguian mostra els seus protagonistes en un vell helicòpter soviètic descobrint paisatges grandiosos i després, en aterrar, la magnífica església de Hayravank, a la vora del llac Sevan.